# Chely Lima
Chely Lima est un écrivain, auteur de romans, de poèmes et de pièces de théâtre, photographe, éditeur et scénariste cubano-américain, né en 1957 et mort le 21 janvier 2023.

## Biographie
Lima naît à La Havane, à Cuba, en 1957. Son père est médecin. Il fait ses études dans sa ville natale et étudie notamment le japonais à l'Instituto de Idiomas Máximo Gorki à Miramar.
En 1979, il rencontre l'écrivain Alberto Serret, avec lequel il se marrie et collaborera à de nombreux projets littéraires et artistiques. Le couple travaille si étroitement ensemble qu'« il m'est impossible de délimiter Chely et Alberto », a déclaré leur ami de longue date et collègue poète Sigfredo Ariel.
L'année suivante, ils déménagent à Île de la Jeunesse, où Lima travaille avec une troupe de théâtre pour enfants et comme conseiller littéraire. Il commence également à travailler en tant qu'éditeur d'un magazine littéraire.
Son premier recueil de poèmes, Tiempo nuestro, paraît en 1981, après avoir remporté l'année précédente le prix 13 de Marzo de l'université de La Havane. L'année suivante, il publie un recueil de contes, Monólogo con lluvia, qui est récompensé en 1980 par le prix David.
Lima publie ses premières œuvres de science-fiction en 1983 dans le livre Espacio abierto, écrit en collaboration avec Serret, avec qui il écrit également sa première œuvre théâtrale, Retratos, qui est publiée l'année suivante.
En 1986, il commence à écrire des scénarios pour la série télévisée Del lado del corazón, toujours avec Serret. L'année suivante, le couple crée Violente, le tout premier opéra-rock cubain.
Il reçoit à nouveau le prix 13 de Marzo en 1987 pour son livre pour enfants El barrio de los elefantes et écrit la même année la série télévisée Hoy es siempre todavía en collaboration avec Serret, Daína Chaviano et Antonio Orlando Rodríguez.
En 1990, il publie son premier roman policier, Los asesinos las prefieren rubias, toujours en collaboration avec Serret. Le couple publie également la cantate Señor de la alborada cette année-là. L'année suivante, Lima publie son premier roman, Brujas.
Il publie ses romans Confesiones nocturnas et Triángulos mágicos au Mexique en 1994. Cette année-là, il commence également à travailler pour la chaîne de télévision nationale équatorienne Ecuavisa, pour laquelle il coécrit avec Serret les mini-séries El Chulla Romero y Flores (1995), 7 lunas, 7 serpientes (1996) et Solo de guitarra (1997). De 1997 à 2003, il fait partie de l'équipe de scénaristes de la série Pasado y confeso. En 1998, Lima remporte le prix Juan Rulfo de littérature enfantine pour son histoire El cerdito que amaba el ballet.
Serret meurt d'une crise cardiaque en 2001. Lima reste encore quelques années en Équateur et se plonge dans divers projets, dont le scénario de la pièce Tres historias de hotel, dont la première a lieu à Quito en 2001.
En 2003, Lima s'installe à Buenos Aires, où il reste quelques années, rejoint l'équipe de scénaristes de la telenovela Yo vendo unos ojos negros, donne des cours d'écriture de scénarios et, en 2006, écrit avec José Zambrano Brito le scénario d'une adaptation cinématographique de son roman inédit Filo de amor.
Fin 2006, Lima s'installe aux États-Unis, d'abord à San Francisco, où il effectue un stage au De Young Museum, puis en 2007, il commence à travailler dans le domaine de la photographie. L'année suivante, il s'installe à Miami, où il réside et donne des ateliers d'écriture créative et de scénarisation au Miami-Dade College et dans d'autres institutions.
Il meurt à Miami, en Floride, en 2023 à l'âge de 66 ans,.

## Œuvre
Son travail porte sur la sexualité, l'identité de genre et la façon dont les conventions sociales peuvent entraver les libertés individuelles.

## Vie privée
Bien que Lima ait publiquement fait son coming-out en tant que transgenre plus tard dans sa vie, il déclare à un intervieweur en 2016 : « Dans mon cas, pour mes amis proches - du moins ceux avec qui je pouvais être honnête - et pour les personnes avec qui j'ai vécu en couple, cela n'a jamais été un secret que j'ai toujours été un homme. J'ai essayé de m'habiller comme tel depuis l'âge de 20 ans, en luttant toujours contre les préjugés et les attaques, voilées ou non, de la société ».